# Fargo (album)
Fargo è un album di Irene Fargo pubblicato nel 1997 dalla Tring.
Il disco è stato registrato al Megaride Studio ed è stato arrangiato da Adriano Pennino; alcuni brani sono registrati dal vivo durante un concerto al "Teatro Fellini" di Curti del 5 ottobre 1996.

## Tracce
- Tu mio io (testo di Daniele Fossati; musica di Adriano Pennino) - 3:50
- Si nun tuorne (testo e musica di Gianfranco Caliendo) - 4:16
- Che amore è (testo e musica di Claudio Romano) - 4:40
- Ah l'amore (testo e musica di Daniele Fossati) - 3:39
- Io qui con me (testo di Sonia Adanti; musica di Karl Potter e Roberto Genovesi) - 4:01
- Ma quando sarà (Live) (testo di Valerio Negrini; musica di Roby Facchinetti) - 4:31
- La donna di Ibsen (Live) (testo di Enzo Miceli e Gaetano Lorefice; musica di Enzo Miceli) - 3:57
- Le ragazze al mare (Live) (testo di Enzo Miceli e Gaetano Lorefice; musica di Enzo Miceli) - 3:38
- Ugo (Live) (testo di Enzo Miceli e Gaetano Lorefice; musica di Enzo Miceli) -	3:03
- Come una Turandot (Live) (testo di Enzo Miceli e Gaetano Lorefice; musica di Enzo Miceli) - 4:04

## Formazione
- Irene Fargo – voce
- Vito Mercurio – basso
- Vittorio Riva – batteria
- Adriano Pennino – tastiera
- Maurizio Fiordiliso – chitarra, cori
- Giovanni Amato – tromba
- Sabrina Guida, Valeria Guida – cori